# Blau-Weiß Bochum

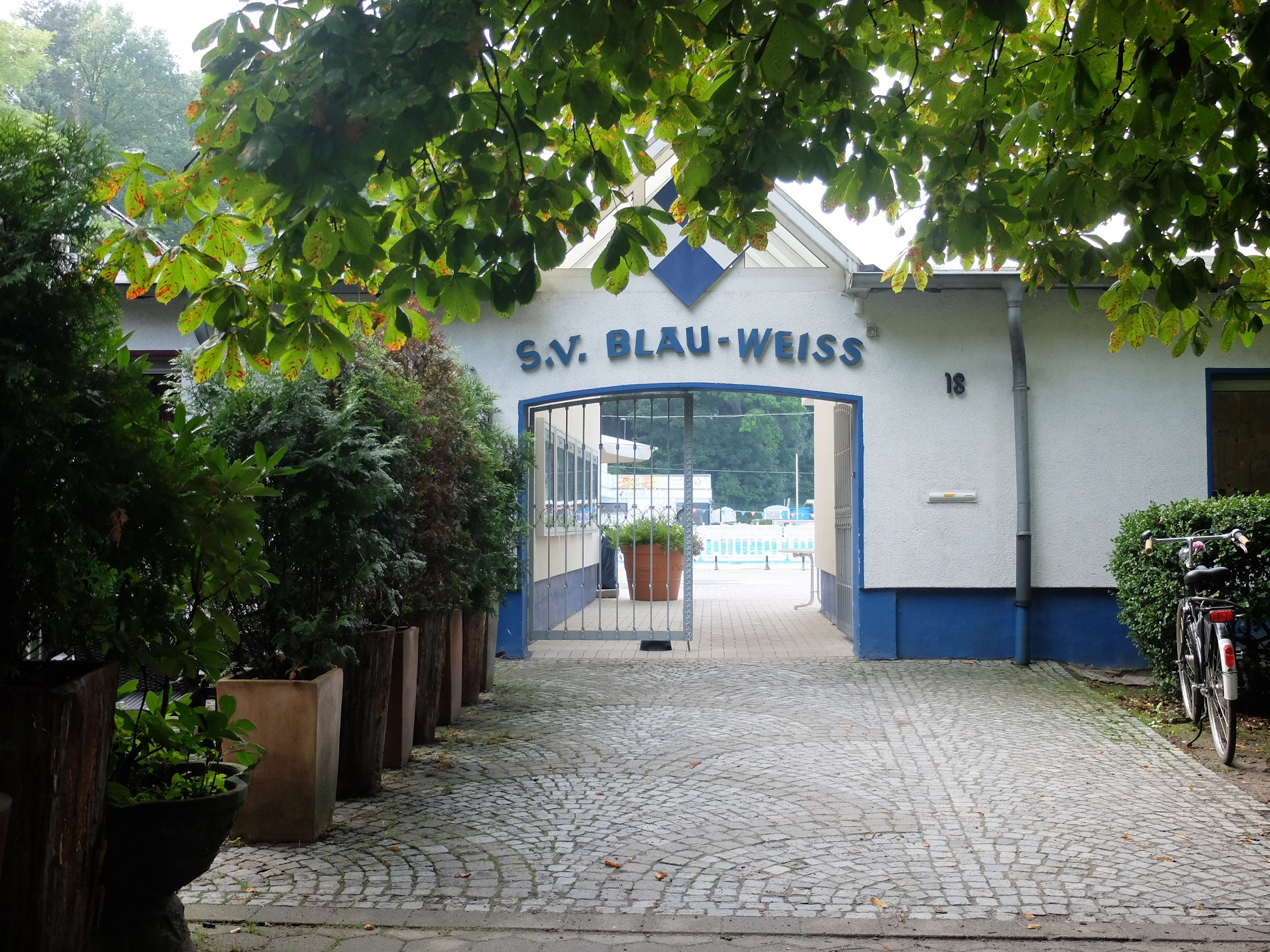
Eingang des Schwimmbades

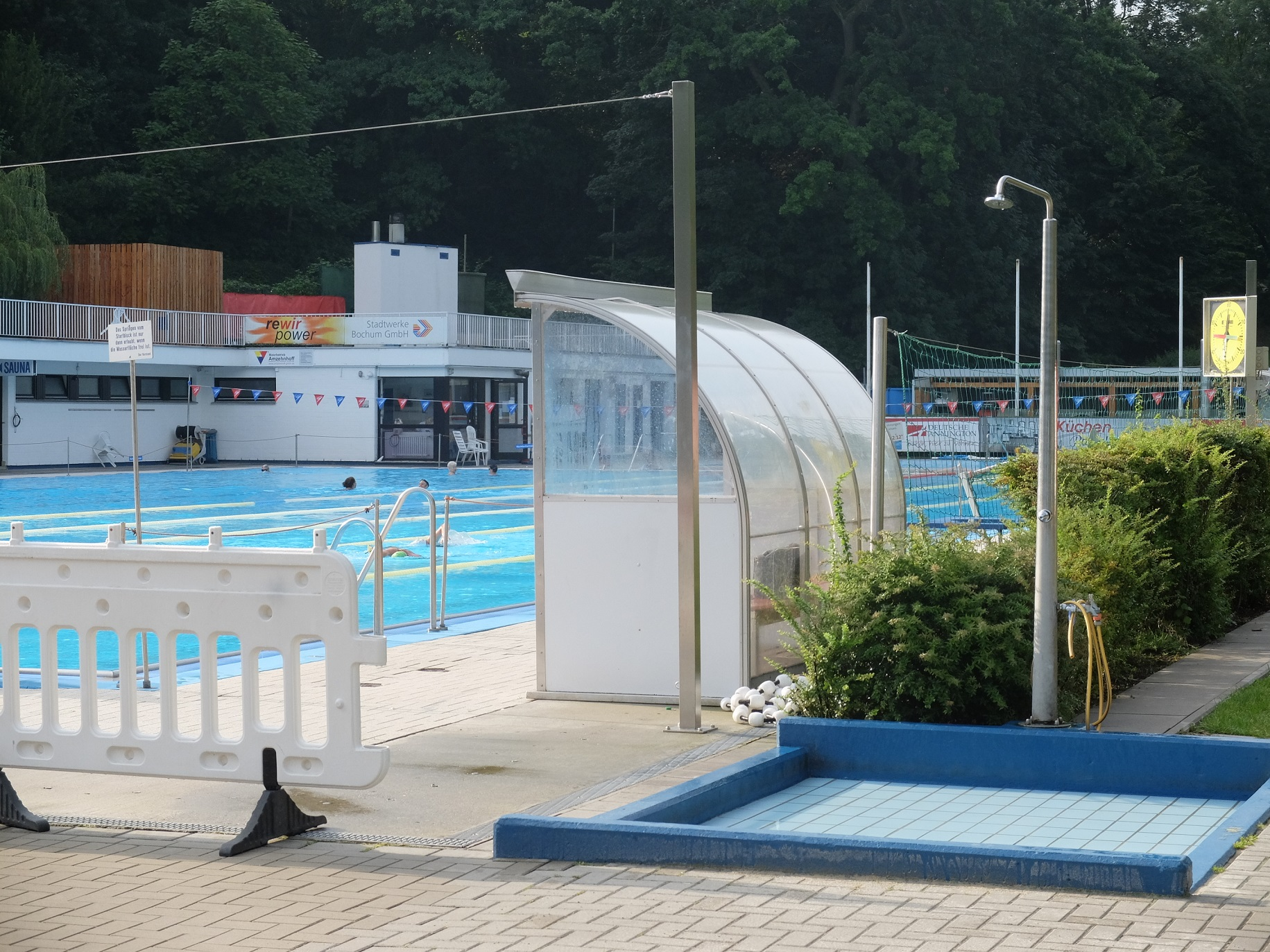
Schwimmbecken

Der Schwimmverein Blau-Weiß Bochum von 1896 e. V. in Bochum zählt mit über 6000 Mitgliedern (Stand Mai 2018) zu den größten Schwimmvereinen Deutschlands und ist der zweitgrößte Sportverein in Bochum.
Der Verein bietet seinen Mitgliedern mit dem vereinseigenen Schwimmbad Sportaktivitäten im Breiten-, Freizeit- und Leistungssport. Zu den Kernsportarten zählen Schwimmen, Wasserball und Triathlon.

## Vereinsgründung
Der Verein wurde am 16. März 1896 im oberen Saal des Stadttheaters von 35 Gründungsmitgliedern gegründet. Ein Schauschwimmen des Rheinisch-westfälischen Schwimmerbundes unter der Begleitung einer Musikkapelle fand einen Tag zuvor statt. Dem Verein traten auch der damalige Oberbürgermeister Karl Hahn, Bürgermeister Lange und Stadtbaurat Hermann Bluth bei, um ihn zu unterstützen. Schon im Oktober 1896 wurde der Verein im Schwimmerbund aufgenommen und nahm regelmäßig am Kanalschwimmfest in Herne teil. Hauptstützpunkt des Vereins war das Marienbad, eine 1894 errichtete Badeanstalt an der Marienstraße, die im Zweiten Weltkrieg zerstört wurde.

## Vereinseigenes Schwimmbad
Inmitten des Bochumer Wiesentals findet man ein ganzjährig betriebenes Schwimmbad. In der Zeit nach dem Zweiten Weltkrieg wurde aus eigenen Kräften ein Freibad mit den Maßen 50 × 15 m zu errichtet. Um 1950 besaß man ein Schwimmbecken, ein Kinderbecken, ein 2½-geschossiges Haus für eine Gaststätte sowie ein Umkleide- und Technikgebäude. 1979 wurde ein neues Becken mit den Maßen 50 × 25 m fertiggestellt. Mitte der 1990er Jahre ließen sich auch die Liegewiesen durch Hinzupachtung von Flächen aus dem Grünzug Wiesental erweitern. Eine Traglufthalle über dem Hauptbecken erlaubt seit 2013 den Winterbetrieb.
Zum Ende der Saison 2020 wurde mit umfangreichen Sanierungsarbeiten begonnen. So wurde die komplette Schwimmbadtechnik, das Hauptbecken und das Kinderbecken runderneuert und die Umkleide-, Dusch- und WC-Trakt renoviert. Die Neueröffnung ist im Juni 2021 geplant.

## Breitensport
Mit einem vielseitigen Breitensportangebot vom Schwimmenlernen für Erwachsene bis hin zum Techniktraining für Jedermann bietet der Verein ein breites Spektrum an Sport im und am Wasser.
Das Vereinsgelände wird zudem zum Beachvolleyball genutzt.

## Leistungssport
Im Schwimmen und Wasserball erzielte der Verein einige Erfolge. Seit dem ersten Titel im Wasserball im Jahr 2000 steht etwa das Frauenwasserballteam von Blau-Weiß in Deutschland an der Spitze und errang zwölf Meisterschaften in Folge. Des Weiteren gewann die Mannschaft neunmal die Pokalmeisterschaft im Wasserball. Die Schwimmer nehmen regelmäßig an allen vom DSV veranstalteten Meisterschaften teil. Zu den auch langjährig erfolgreichen Schwimmerinnen zählt Heli Houben.
Die Schwimmabteilung des SV Blau-Weiß Bochum führt mit dem Wiesentalpokal und dem Bochum-Cup auch eigene Wettkämpfe mit einem internationalen Starterfeld durch.
Seit 2006 gibt es zudem den Bereich Triathlon.

## Belege
1. ↑  https://www.facebook.com/swimevents/

Koordinaten: 51° 27′ 39″ N, 7° 12′ 36″ O